# Calliandra houstoniana var. calothyrsus
Calliandra houstoniana var. calothyrsus  es una variedad de la especie Calliandra houstoniana perteneciente a la familia de las fabáceas. Originaria de México y Centroamérica se ha introducido ampliamente en los trópicos del mundo, y en parte naturalizada.

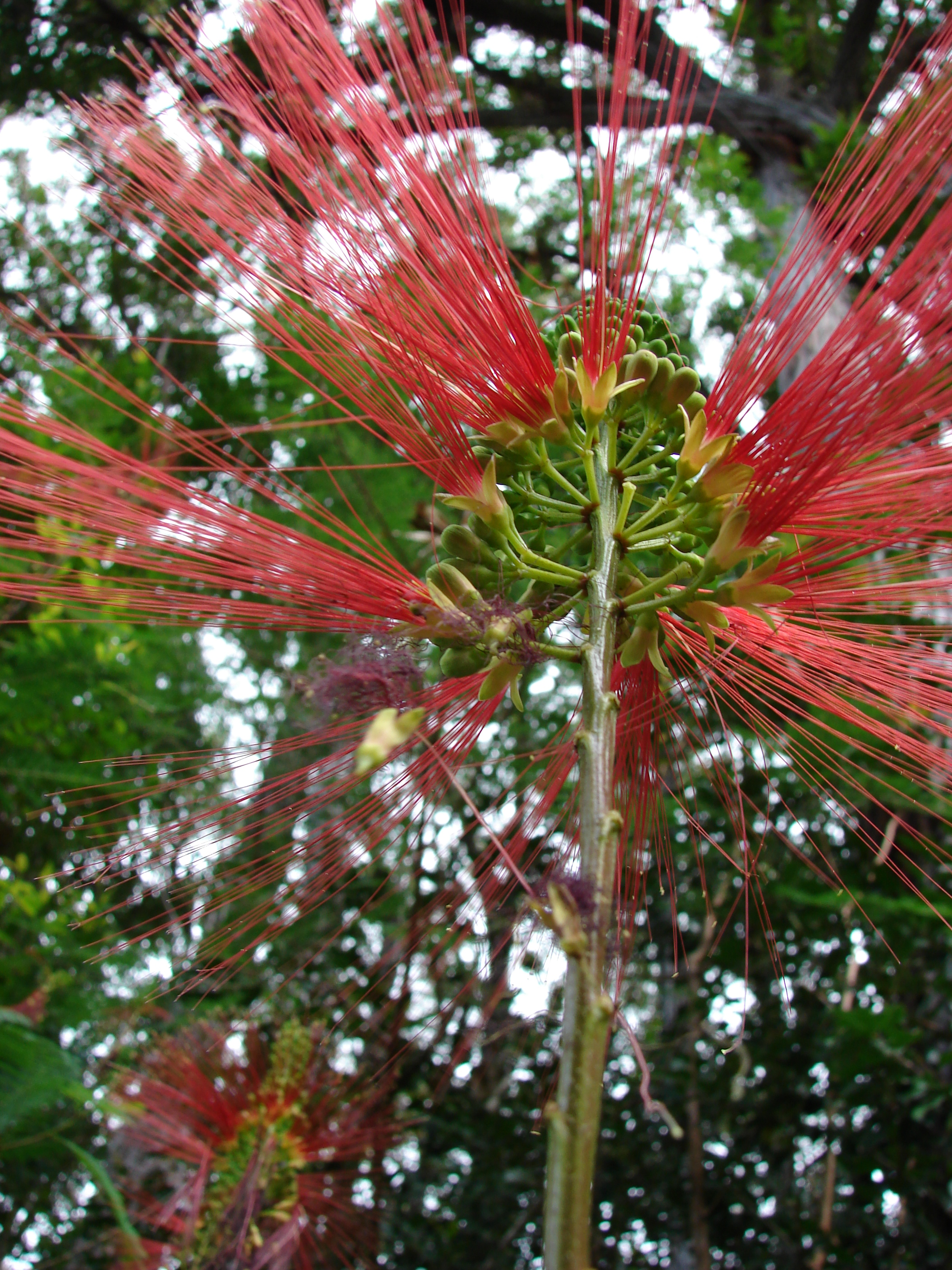
Inflorescencia

## Descripción
Es un arbusto que alcanza un tamaño de hasta 3 m de alto, rara vez árboles pequeños de hasta 6 m de alto. Pinnas (4–) 7–13 pares; folíolos 20–40 pares por pinna, linear a linear-lanceolados, 5–9 mm de largo y 1–2 mm de ancho. Inflorescencias una agregación paniculiforme, generalmente piramidal, más o menos compacta, formada por agrupaciones umbeliformes fasciculadas, flores esencialmente glabras; cáliz crateriforme, ca 1.5 mm de largo; corola infundibuliforme, ca 8 mm de largo, membranácea; filamentos blancos en la base y rosados o rojos distalmente, tubo estaminal inserto. Fruto coriáceo, glabro a ferrugíneo-hirsútulo.

## Distribución y hábitat
Relativamente común, en sitios perturbados, zonas del pacífica y norcentral; a una altitud de 135–1250 metros; florece y fructifica durante todo el año; desde el sur de México a Panamá y en Surinam. 

## Usos
Se utiliza extensivamente en Java como leña y forraje, y por sus excelentes cualidades para el mejoramiento de suelos y reforestación. En algunos países de Centroamérica se está iniciando su cultivo con fines experimentales. Las flores de las poblaciones de otros países centroamericanos difieren de las de Nicaragua en que sus filamentos son totalmente rojos.

## Taxonomía
Calliandra houstoniana var. calothyrsus fue descrita por (Meisn.) Barneby  y publicado en Memoirs of the New York Botanical Garden 74(3): 180. 1998.
Etimología
Calliandra: nombre genérico derivado del griego kalli = "hermoso" y andros = "masculino", refiriéndose a sus estambres bellamente coloreados.
houstoniana: epíteto geográfico
Sinonimia
- Anneslia calothyrus (Meissner) Donn.Sm.
- Anneslia confusa (Sprague & L.Riley) Britton & R
- Anneslia confusa Britton & Rose
- Anneslia similis (Sprague & L. Riley) Britton & Rose
- Calliandra calothyrsus Meissner	basónimo
- Calliandra confusa Sprague & L.Riley
- Calliandra similis Sprague & L.Riley
- Feuilleea calothyrsa (Meisn.) Kuntze
- Feuilleea calothyrsus (Meissner) Kuntze[2]